# Mondoñedo
Mondoñedo egy község Spanyolországban, Lugo tartományban. Mondoñedo Riotorto, A Pastoriza, Abadín, Alfoz, Foz és Lourenzá községekkel határos. Lakosainak száma 3352 fő (2024).

## Turizmus, látnivalók
Mondoñedo Ferrollal együtt a Mondoñedo-Ferroli egyházmegye központja, itt található az 1219-ben felszentelt székesegyház.
A városban ma is áll egy kis patak fölött átívelő kőhíd, a Puente del Pasatiempo („időtöltés hídja”), amelyhez egy legenda is kapcsolódik. Eszerint amikor elrendelték Pedro Pardo de Cela marsall lefejezését, felesége már útban volt a kivégzés helyszíne felé egy felmentő levéllel, ám a hídon a püspök katonái feltartóztatták (de nem erőszakkal, hanem figyelmét elterelve, szórakoztatva őt), és addig húzták az időt, amíg késő lett, és a kivégzést már nem lehetett megakadályozni.
A község területén, Argomoso parókiában, Supena mellett található a Cova do Rei Cintolo nevű barlangrendszer, ami 7500 m-es hosszával a leghosszabb egész Galiciában.

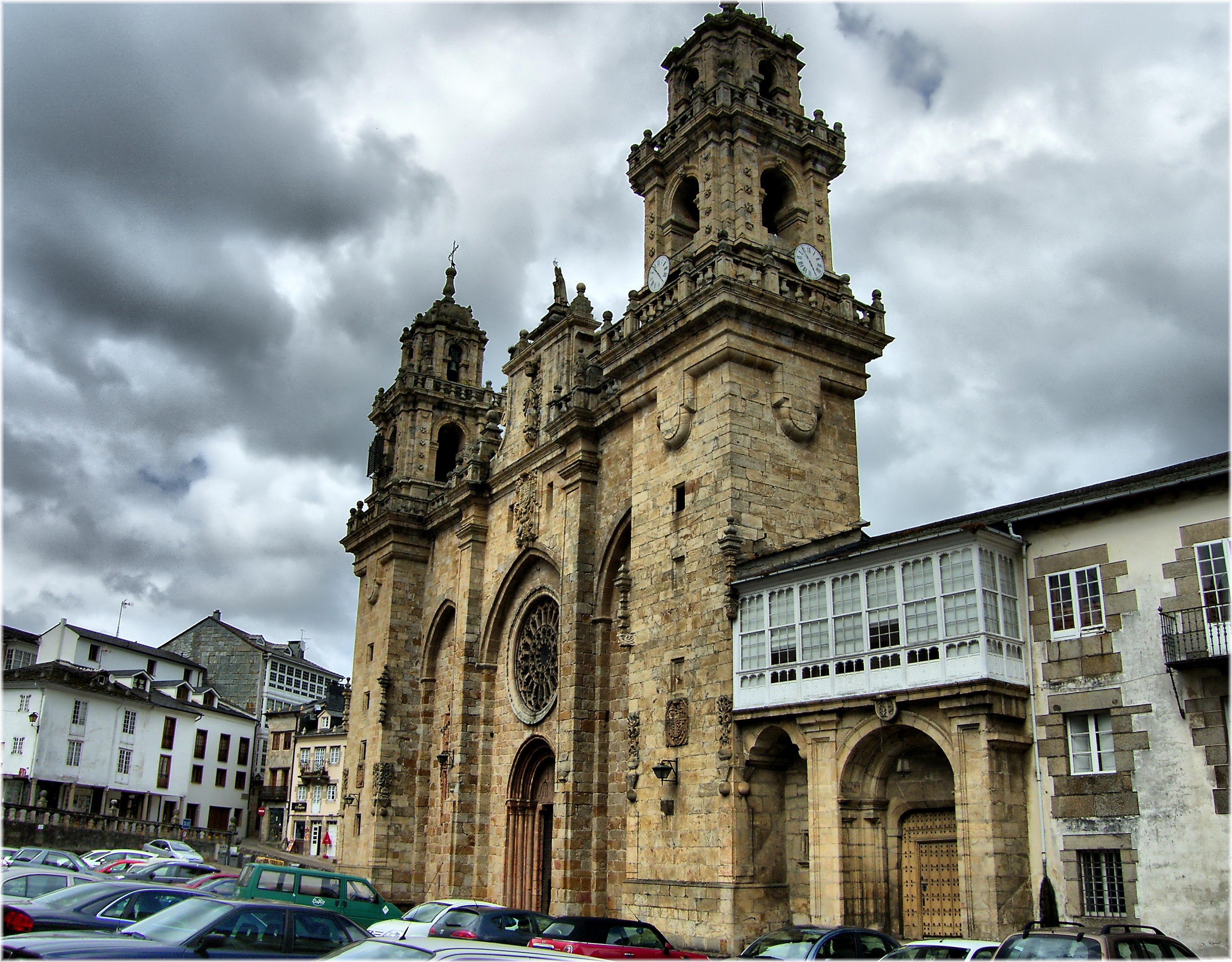
A székesegyház
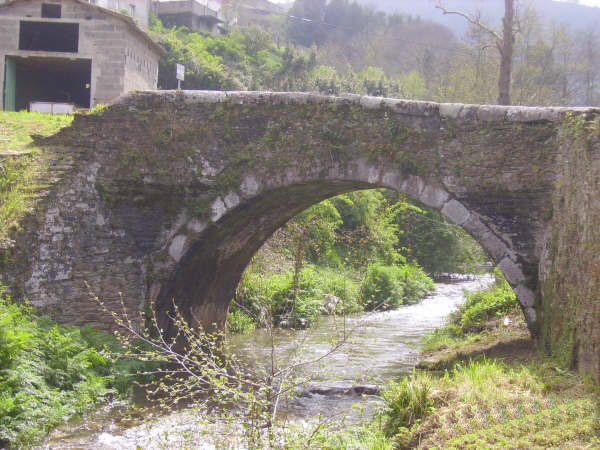
A Puente del Pasatiempo

## Népesség
A település népessége az elmúlt években az alábbi módon változott:
| Lakosok száma | 5051 | 4904 | 4701 | 4508 | 4183 | 3991 | 3722 | 3568 | 3503 | 3352 |
|               | 2001 | 2004 | 2007 | 2009 | 2012 | 2014 | 2017 | 2019 | 2022 | 2024 |